# Выродов, Дмитрий Андреевич
Дмитрий Андреевич Выродов (1940, с. Верхнее Берёзово, Курская область РСФСР, СССР — 2013, Тирасполь, Приднестровская Молдавская Республика) — советский и российский учёный биофизик, изобретатель, кандидат биологических наук.

## Биография
Родился в селе Верхнее Берёзово Большетроицкого района Курской области (ныне — Шебекинский район Белгородской области РФ) в крестьянской семье Андрея Пантелеевича Выродова (1914—1944) и его жены Варвары Ефимовны (1910—2000). В 1954 году окончил семилетнюю школу села Большетроицкого, в 1961 — Волчанский техникум механизации по трудоёмким процессам в животноводстве, получив специальность механизатора и тракториста (Волчанск). В 1961—1964 гг. служил в Советской армии в радиотехнических подразделениях войск ПВО Закавказского военного округа МО СССР.
В 1969 году окончил радиофизический факультет Харьковского государственного университета имени А. М. Горького по специальности «инженер-радиотехник»; был направлен в лабораторию динамических испытаний магнетронов Саратовского электроприборостроительного завода. В том же году переехал в г. Тирасполь Молдавской ССР, поступил на должность старшего инженера КИПиА Молдавского НИИ орошаемого земледелия и овощеводства (МНИИОЗиО).
С 1970 года — старший научный сотрудник лаборатории электронной микроскопии, приборов и изотопов МНИИОЗиО.
С 1991 года — доцент кафедры общей физики и методики преподавания физики физико-математического факультета Приднестровского университета (Тирасполь), читал курс медицинской и биологической физики; с 1994 — вёл курс физики с основами биофизики также и на аграрно-технологическом факультете. C 1999 — исполняющий обязанности декана физико-математического факультета Приднестровского университета.
Умер 14 мая 2013 года в городе Тирасполе, похоронен на городском кладбище.

## Научная деятельность
В 1978 году защитил кандидатскую диссертацию по теме: «Изучение мутагенной и рекомбиногенной активности физических факторов на примере томатов».
Основные направления исследований:
- мутагенное и рекомбиногенное действие различных физических факторов на рекомбинационные процессы гибридов томата.

Изобретатель и патентообладатель: первое изобретение — «Высоковольтный прерыватель» (1976). Разработал и внедрил более 40 рационализаторских предложений, получил 27 авторских свидетельств и патентов СССР и Российской Федерации и 16 патентов на изобретения Приднестровской Молдавской Республики.
Автор более 145 научных и научно-методических работ, в том числе 2 монографий, 2 учебников и 3 пособий.

## Награды, премии
- 1977 — нагрудный знак «Изобретатель СССР».
- 1985 — Государственная премия Молдавской ССР в области науки и техники.
- 2005 — нагрудный знак «Отличник народного образования» Приднестровской Молдавской Республики.
- 2010 — медаль «За трудовую доблесть» Приднестровской Молдавской Республики.

## Семья
- Жена — Александра Павловна Выродова (урождённая Воловая; род. 13.10.1946, Бендеры Молдавской ССР), выпускница химического факультета Харьковского университета (1969), аспирантуры Молдавского НИИОЗиО (Тирасполь); кандидат биологических наук (1976); автор 120 научных работ. Занималась селекцией томата на качество (бета-каротин, ликопин) и раннеспелость; автор 15 новых сортов томата, районированных в России, Белоруссии, Украине, Молдове и ПМР[5].
- Дочь — Евгения Дмитриевна Жужа (урождённая Выродова; род. 28.01.1970), преподаватель естественно-географического факультета Приднестровского государственного университета (ПГУ), доцент кафедры «техносферная безопасность»; кандидат биологических наук (2013).
- Сын — Алексей Дмитриевич Выродов (род. 31.07.1976), окончил агроэкологический факультет ПГУ по квалификации «учёный агроном» (1998).